# Каргорт
 Каргорт  — деревня в Сыктывдинском районе Республики Коми в составе сельского поселения  Ыб. 

## География

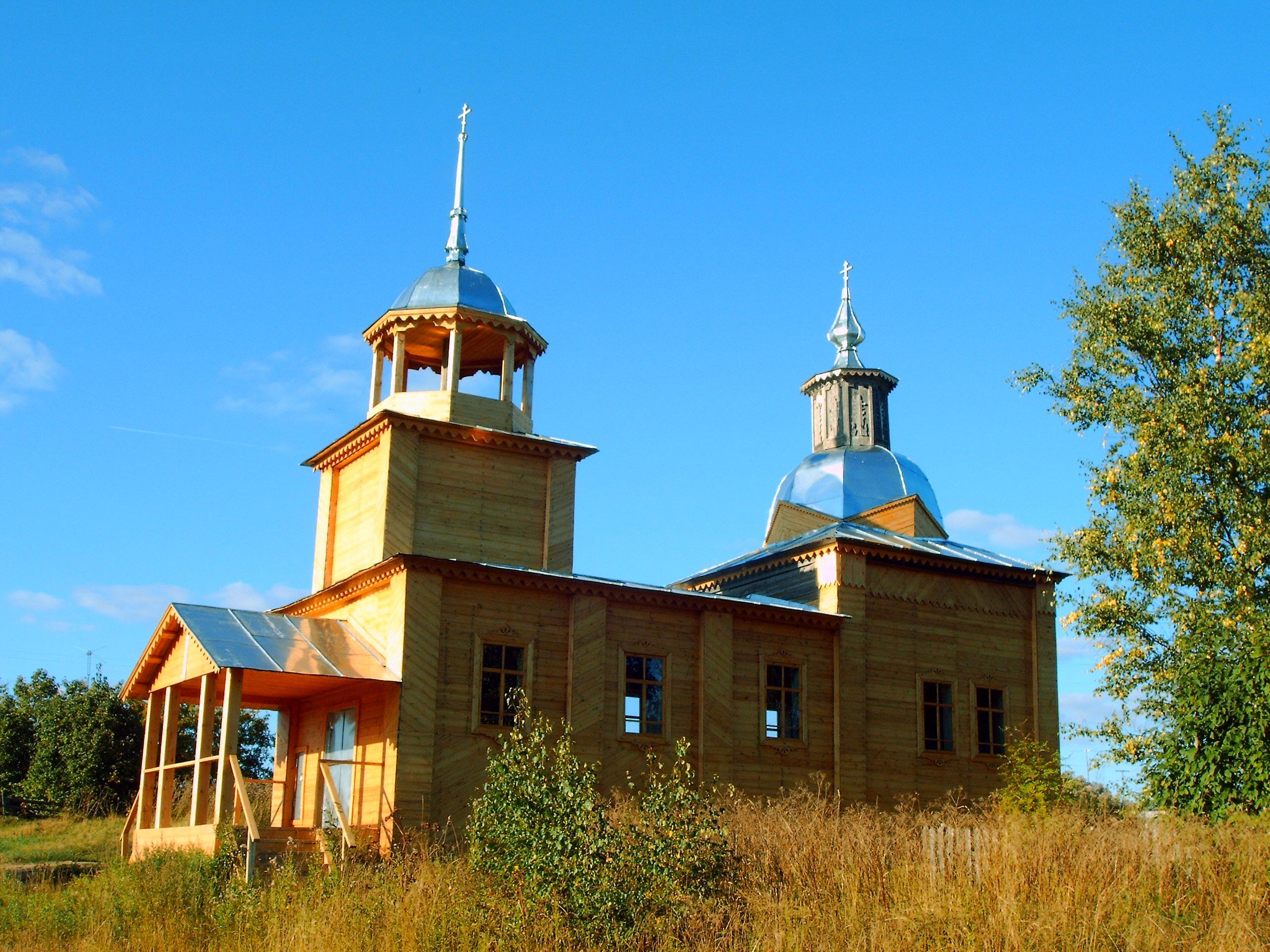
Часовня апостолов Петра и Павла в Каргорте

Расположена на левом берегу Сысолы на расстоянии примерно 40 км по прямой от районного центра села Выльгорт на юг.  

## История
Известна с 1586 года как починок подле Городища с 1 двором. В 1646 году дворов было 2, в 1678 5. С 1719 года деревня стала называться Каргорт. К 1926 году население Каргорта увеличилось до 69 дворов, 241 человек. В 1970 году — 235 человек. В состав деревни в 1960-х годах вошла деревня Тюрняпи.

## Население
Постоянное население  составляло 106 человек (коми 77%) в 2002 году, 38 в 2010 .